# Jens Lehmann (cykelrytter)
 Der er flere personer med dette navn, se Jens Lehmann.
Jens Lehmann (født 19. december 1967 i Stolberg, Südharz kommune, Landkreis Mansfeld-Südharz i delstaten Sachsen-Anhalt) er en politiker, lærer og forhenværende cykelrytter fra Tyskland. Han kørte primært banecykling, og her vandt han medaljer ved nationale, verdens- og olympiske mesterskaber. Efter afslutningen af den aktive karriere har Lehmann været engageret i politik for CDU og i flere omgange været indvalgt i den tyske Bundestag samt i byrådet i Leipzig.

## Sportskarriere
Lehmann kørte cykelløb op gennem 1980'erne i DDR og blev blandt andet nummer to ved det sidste nationale mesterskab i denne nation i 1989 i individuelt forfølgelsesløb. Efter Tysklands genforening klarede han sig fortsat godt på nationalt plan, og i 1991 blev han verdensmester i individuelt forfølgelsesløb og holdforfølgelsesløb for amatører. I 1992 blev han tysk mester individuelt.
Ved OL 1992 i Barcelona stillede han op i forfølgelsesløb, både individuelt og for hold. Som verdensmester fra 1991 var han blandt favoritterne, og i kvalifikationsrunden kom han under verdensrekorden inden legene, men britiske Chris Boardman, der kørte på en revolutionerende ny cykeltype, havde forbedret den, inden Lehmann kørte sit heat, og han blev dermed blot næstbedst i kvalifikationen. Boardman og Lehmann var igen hurtigst i første runde, hvor Boardman igen forbedrede verdensrekorden. I semifinalen sejrede Lehmann sikkert over newzealænderen Gary Anderson, mens Boardman besejrede australieren Mark Kingsland, så finalen stod mellem de to suverænt bedste ryttere i feltet. Lehmann havde sin chance i matchen, men Boardman var uovervindelig og sejrede ved at indhente Lehmann (det var første gang i historien, dette skete i en OL-finale). Lehmann fik dermed sølv, mens Anderson med bedste tid blandt de slagne semifinalister fik bronze. I holdforfølgelsesløbet kørte Lehmann sammen med Michael Glöckner, Stefan Steinweg og Andreas Walzer i kvalifikationsrunden, hvor de blev nummer to efter Australien, der satte ny verdensrekord. Den rekord forbedrede tyskerne i kvartfinalen, mens Australien i deres heat erobrede rekorden tilbage. I semifinalen blev Walzer udskiftet med Guido Fulst, og tyskerne vandt sikkert over Danmark, mens Australien i den anden semifinale besejrede Italien. Med samme besætning som i semifinalen kørte tyskerne finalen og tog en tidlig føring, som australierne aldrig hentede, så det blev til tysk guld, australsk sølv og dansk bronze (de havde bedste tid af de slagne semifinalister).
Op gennem 1990'erne vandt Lehmann flere tyske mesterskaber, og i 1994 var han med til at blive verdensmester i holdforfølgelsesløb. Han var dog ikke med ved OL 1996, hvor det tyske forbund satsede på andre ryttere. Efter udskiftning af landstræneren kom han tilbage på landsholdet, og han var i 1999 med til at blive verdensmester i holdforfølgelsesløb igen. Ved OL 2000 i Sydney deltog han igen i forfølgelsesløb for hold og individuelt. Han var blandt favoritterne individuelt sammen med landsmanden Robert Bartko, der var verdensmester fra 1999, briten Rob Hayles samt hjemmebanefavoritten Bradley McGee. Det var da også netop disse fire, der kørte hurtigst i kvalifikationsrunden med Bartko som bedste med ny olympisk rekord. I semifinalerne besejrede Lehmann Hayles, mens Bartko vandt over McGee. I finalen førte Lehmann i begyndelsen, men omkring halvvejs tog Bartko over og vandt komfortabelt, idet han forbedrede sin olympiske rekord igen. Lehmann fik dermed sølv, mens McGee vandt bronze. I holdløbet kørte Lehmann sammen med Guido Fulst, Daniel Becke og Olaf Pollack i kvalifikationsrunden, hvor de klarede sig videre til kvartfinalen på en fjerdeplads, mens briterne var bedst og satte olympisk rekord. I kvartfinalen erstattede Bartko Pollack, og her forbedrede tyskerne den olympiske rekord med mere end to sekunder i sejren over Australien. I semifinalen satte Ukraine ny verdensrekord i dysten mod Storbritannien, mens tyskerne med samme hold som i semifinalen sejrede sikkert over Frankrig. Finalen blev ikke rigtig spændende, idet ukrainerne ikke kunne leve op til deres tid i semifinalen, og da Fulst, Bartko, Becke og Lehmann samtidig brød fireminutters grænsen og satte ny verdensrekord med 3.59,710 minutter, næsten fem minutter foran Ukraine, blev det til sikkert tysk guld og ukrainsk sølv, mens Storbritannien sikrede sig bronzen.
Senere i 2000 vandt han VM i forfølgelsesløb individuelt samt for hold, og han fortsatte med at vinde nationale mesterskaber. I alt blev det til 16 nationale titler på bane. Han havde også enkelte sejre på landevejen og vandt blandt andet to tyske mesterskaber i enkeltstart. I 2003 valgte han sammen med et par andre ryttere at boykotte det tyske World Cup-hold og kom derpå ud i kulden i et par år. Hans udelukkelse blev ophævet i 2004, men han kom dog aldrig til at køre på landsholdet igen og var således ikke med ved OL 2004. Han indstillede den aktive karriere i 2005.

## Senere karriere
Allerede i slutningen af sin cykelkarriere begyndte Lehmann at være aktiv i politik for CDU og kom i 2004 i byrådet i hjembyen Leipzig. Året efter stillede han op til forbundsdagsvalget, men kom ikke ind. Det lykkedes i 2017, og han blev genvalgt i 2021.
Han har desuden været folkeskolelærer samt vicepræsident for Leipzigs sportssammenslutning. Hans hustru, Gabi, var ligeledes cykelrytter og blev DDR's sidste landevejsmester for kvinder i 1990. Parret har to børn.